# Erodium aethiopicum
Erodium aethiopicum é uma planta com flor pertencente à família Geraniaceae.